# Andreas Weidinger
 Ikke at forveksle med den tyske komponist Andreas Weidinger (komponist).
Andreas Weidinger (født 10. februar 1992) er en dansk politiker og iværksætter. Weidinger er medlem af kommunalbestyrelsen i Gentofte Kommune, valgt for Det Konservative Folkeparti. Fra 2016 til 2018 var Andreas Weidinger landsformand for Konservativ Ungdom.
I sit professionelle virke er Andreas Weidinger er klima- og bæredygtighedschef i Dansk Byggeri.

## Biografi
Andreas Weidinger er født på Rigshospitalet i København i 1992, søn af Wolfgang Weidinger og Maj Britt Weidinger.[kilde mangler] Weidinger er opvokset på Frederiksberg og gik på Frederik Barfods Skole. I dag bor Andreas Weidinger i Charlottenlund, Gentofte.
Privat danner Andreas Weidinger par med Tilde Nielsen, der er byrådsmedlem for Venstre i Nyborg Kommune.

## Politisk karriere
Andreas Weidinger har i en årrække været aktiv i Konservativ Ungdom. I 2014 blev han valgt til organisationens forretningsudvalg, og blev i 2016 valgt som Mikkel Ballegaard Pedersens efterfølger på posten som organisationens landsformand. Denne post bestred han frem til 2018.[kilde mangler] Weidinger deltog og vandt i DM i Debat i 2017, da det blev afholdt under Folkemødet på Bornholm. I denne forbindelse blev han interviewet til Politiken og betegnede sit ideologiske ståsted som socialkonservativ.
Internt i Det Konservative Folkeparti blev Andreas Weidinger i 2019 valgt som formand for partiets klimatænketank.

### Kommunalpolitik
Andreas Weidinger indledte sin politiske karriere ved kommunalvalget i 2013, hvor han stillede op til Københavns Borgerrepræsentation, men blev ikke valgt. Hans kampagne blev dog udmærket i avisen Metroxpress, der kårede han som den bedste kandidat på de sociale medier.
Efter studierne blev afsluttet flyttede Weidinger til Gentofte og stillede i 2017 op ved kommunalvalget i Gentofte Kommune. Her blev han blev til kommunalbestyrelsen med 598 personlige stemmer, tredjeflest på den konservative liste.
I Gentofte Kommune er Andreas Weidinger næstformand for Ældre-, Social- og Sundhedsudvalget og medlem af Børneudvalget, Skoleudvalget samt Erhvervs-, Beskæftigelses- og Integrationsudvalget.

## Erhvervskarriere og uddannelse
Andreas Weidinger er student fra Øregård Gymnasium i 2011 efter at have været et par år på Oure Idrætsgymnasium. Fra 2011-2018 studerede han på statskundskab på Københavns Universitet, hvor han blev kandidat i 2018. I 2012 grundlagde han lektiehjælpfirmaet Lektiekonsulenterne, som han stod i spidsen for indtil det blev solgt til Mentor Danmark. I 2014 grundlagde han virksomheden Eksamensvagt DK, der senere blev solgt til Moment A/S. Ved siden af studierne var han desuden ansat i Landbrug & Fødevarer.
Andreas Weidinger er i dag klima- og bæredygtighedschef hos Dansk Byggeri, hvor han blandt andet har haft ansvar i sekretariatet bag klimapartnerskabet for bygge- og anlægssektoren.